# 階上町
階上町（はしかみちょう）は、青森県東南部に位置し岩手県との境を接する町。八戸市などとともに三八地域に属する。

## 概要
青森県の南部最東端に位置し、北・西は八戸市、南は岩手県洋野町、東は太平洋に面する。八戸市のベッドタウンとして宅地開発が進み、八戸都市圏の一部を成す。八戸工業大学に通う学生の多くが居住しているため、19歳から22歳の人口比率が突出して多い。
沿岸部は三陸海岸の豊かな漁場があり、内陸部は酪農産業が盛んな地域である。太平洋と県南地域を一望できる標高740mの階上岳があり、周辺地域から気軽に訪れることができる行楽地もある。特産品は豊かな海の幸を生かしたものが多く、いちご煮や塩うに、海藻ラーメンなどが美味である。

## 地理
町内には海岸段丘による平坦な段丘面が広がっており、岩手県との県境には階上岳を主峰として山が連なっている。
東部は三陸海岸に向かって東流する河川が並んでいるが、西部は新井田川の支流の流域となっており、北流して八戸港に流れ込む。

## 気候
平均気温は9.7度、年間降雨量は861mmである。
階上町には気象庁の気象観測所が設置されていないので、八戸市のデータを使用する。
町の気候は太平洋側気候であるが、夏は偏東風（やませ）の影響で冷涼であり、海から冷たい風が吹き付けて冷夏になる年もある。冬は北東北にありながら降雪量が少なく乾燥し、晴天が多いため日照時間も長い。
- 夏季

真夏日（最高気温が30度以上） 13日（1997年から2007年までの平均）
8月の平均最高気温 26.5℃（1997年から2007年までの平均）
※過去最高気温 37.0℃（1978年8月3日）
- 冬季

 : 真冬日（最高気温が0度以下） 11日（1997年から2007年までの平均）
1月の平均気温 -0.7℃（1997年から2007年までの平均）
※過去最低気温 -15.7℃（1953年1月3日）

## 歴史
中世以前からの古い歴史があることがうかがえる。
- 神亀元年から神亀5年（724年 - 728年）：現在の階上町寺下地区に応物寺が建立される。詳細は不明であるが、大正時代に倒壊するまで五重塔が現存し、行基が観音像を納めたとされる。
- 文安元年（1444年）：階上町道仏地区に西光寺が琳阿孝寛大和尚によって開基する。これにより、現在の階上町の集落の基礎が誕生したとされる。
- 寛文4年（1664年）：八戸藩の所領になる。
- 文化4年（1807年）：太平洋沿岸を防衛するため、八戸藩によって階上町小舟渡海岸に浦固めが設置される。
- 明治4年:廃藩置県により八戸県を設置する。この年の9月に弘前県、黒石県、斗南県、七戸県、八戸県及び館県を廃し、その区域をもって弘前県を設置する。弘前県の名称を青森県に変更する。
- 明治6年：大区小区制の施行により、第九大区ハ小区を設置する。
- 明治11年：大区小区制の廃止。
- 1889年（明治22年）4月1日：町村制の施行により、三戸郡田代村、晴山沢村、平内村、鳥屋部村、金山澤村、赤保内村、道仏村及び角柄折村を廃し、その区域をもって三戸郡階上村を設置する。
- 1980年（昭和55年）5月1日：三戸郡階上村を三戸郡階上町とする。なお、単独での昇格（合併での場合を除く）は、青森県内では最後である。
- 2008年（平成20年）7月24日：午前0時26分の岩手県沿岸北部地震で階上町道仏で震度6弱を観測した。また、近隣の青森県八戸市でも震度6弱、岩手県洋野町・軽米町で震度5強を観測した。

## 町名の由来
「はしかみ」の語源の由来は諸説あり、『糠部5郡の中に階上郡があり、糠部の中心から見て北方海上（階上）郡があったといい伝えられ、当時郡役所の仕事をし、改革に当たった役人たちが階上岳の北麓にある8つの村を統合する名称として「はしかみ」 と命名されたのではないか』という説がある。また、現在の町名が命名された由来としては、『明治の8村合併の時に岩手県との県境にある階上岳をとって村名とした』という説がある。

## 行政
- 町長：荒谷憲輝（2021年（令和3年）12月から） 任期：2025年12月23日
  - 1970年（昭和45年）4月24日生 略歴：階上町議会議員
- 町議会：議員定数14名（無所属14名）

## 産業
昔から漁業や農業が町の基幹産業であるが、隣接する八戸市のベッドタウン化が進んだため、多くの居住者が八戸市内に職場を持つ。また、町と八戸市の境界に接する形（八戸市側）で八戸工業大学があることから、大学生も多数居住している。
産業別労働者人口
- 労働人口総数　6,835人
- 第1次産業   793人（11.6%）
- 第2次産業 2,132人（31.1%）
- 第3次産業 3,845人（56.2%）

第1次産業
階上町は酪農が盛んで、養鶏や養豚の産出額が最も高い。野菜では米や路地ねぎ栽培が多い町である。
農業産出額の49%が鶏、22%が豚、その他（米・野菜など）が29%を占めている。飼料用のトウモロコシを生産し、粗飼料自給率の高い酪農経営をしている農家が多い。
階上町の酪農・農業を含めた耕地面積は、1,380haである。ただし、このうちの62%が農地として使われ、残りの38%は休耕地である。
2005年の調査によると、階上町の農業・林業農家の90%は家族経営をしている。農林業経営している農家の合計は349。内訳は、農家が279でそのうち270の農家が家族経営をしている。林業経営している農家は151で、そのうち130が家族経営をしている。
農業就業人口・基幹的農業従事者は全体で793人だが、そのうち75歳以上の割合が最も多く、年齢が低くなるにつれて減少する傾向にある。
また、農産物を作っている人の55%が販売農家で、45%が自給的農家である。青森県全体では販売農家が84%であるのに対して、階上町の販売農家数と自給的農家の割合はほぼ同じ傾向にある。
漁業は、平成18年度の青森県海面漁業に関する調査報告所によると、平成18年度の漁獲高は3億3832万円である。漁獲高の内訳は、魚類が1億6379万円、貝類が5242万、水産動物（いか・たこ・うに・ほや）が1億981万円、藻類が1228万円だった。
漁獲数量が最も多いのは、サケで324トンで漁獲高が8256万円。次いでスルメイカが101トンで漁獲高が3683万円。三番目はタラで110トンで漁獲高が3966万円である。
第2次産業
平成17年度工業統計調査によると、町全体の製造品出荷額は82億361万円で、22の事業所があり、全体で710人が労働している。階上町の第2次産業は、主に食料品を扱う工場が主力で、2番目に金属製品産業が6億77万円、3番目に衣服産業が2億1299万円の製造品出荷額がある。（平成17年度工業統計調査）。
第3次産業
平成16年商業統計調査によると、年間商品販売額は合計で102億7763万円で、そのち小売業は66億1207万円、卸売業が36億6556万円だった。町内の第3次産業の労働人口は584人。売り場面積は12009平方メートル。飲料品小売業が主力産業で、年間商品販売額は37億3970万円で、労働者は259人であり、第3次産業の約半数を占めている。町内にはコカコーラ社の販売事業所がある。（平成16年商業統計調査）

### 郵便
- 階上郵便局（集配局）（84133）
- 陸奥田代郵便局（84075）
- 階上駅前郵便局（84139）

## 地域

### 人口
上記の通り、八戸工業大学に通う学生の多くが居住しているため、19歳から22歳の人口の割合が突出して高い。
平成27年国勢調査より前回調査からの人口増減をみると、4.59％減の14,025人であり、増減率は県下40市町村中10位。
| |                                        |  |
| 階上町と全国の年齢別人口分布（2005年） | 階上町の年齢・男女別人口分布（2005年） |  |
| ■紫色 ― 階上町 ■緑色 ― 日本全国 | ■青色 ― 男性 ■赤色 ― 女性              |  |
| 階上町（に相当する地域）の人口の推移 \| 1970年（昭和45年） \| 9,279人 \| \| \| 1975年（昭和50年） \| 9,375人 \| \| \| 1980年（昭和55年） \| 10,199人 \| \| \| 1985年（昭和60年） \| 11,547人 \| \| \| 1990年（平成2年） \| 12,959人 \| \| \| 1995年（平成7年） \| 14,428人 \| \| \| 2000年（平成12年） \| 15,618人 \| \| \| 2005年（平成17年） \| 15,356人 \| \| \| 2010年（平成22年） \| 14,699人 \| \| \| 2015年（平成27年） \| 14,025人 \| \| \| 2020年（令和2年） \| 13,496人 \| \| |                                        |  |
| 総務省統計局 国勢調査より |                                        |  |
| 1970年（昭和45年） | 9,279人                                |  |
| 1975年（昭和50年） | 9,375人                                |  |
| 1980年（昭和55年） | 10,199人                               |  |
| 1985年（昭和60年） | 11,547人                               |  |
| 1990年（平成2年） | 12,959人                               |  |
| 1995年（平成7年） | 14,428人                               |  |
| 2000年（平成12年） | 15,618人                               |  |
| 2005年（平成17年） | 15,356人                               |  |
| 2010年（平成22年） | 14,699人                               |  |
| 2015年（平成27年） | 14,025人                               |  |
| 2020年（令和2年） | 13,496人                               |  |

### 土地利用
階上町の土地の約6割は山林である。畑や雑種地も多く、宅地の割合は全体の4%程度である。
以下は土地利用の内訳を示す。
- 総面積93.8平方キロメートル

（　）は全体の割合
- 田40.2平方キロメートル（4.28%）
- 畑13.39平方キロメートル（14.26%）
- 宅地3.45平方キロメートル（3.68%）
- 山林56.91平方キロメートル（60.63%）
- 原野2.67（2.84%）
- 雑種地7.24平方キロメートル（7.71%）
- 牧場0.96平方キロメートル（1.02%）
- その他5.23平方キロメートル（5.58%）

階上町は平成5年5月2日に、町全体の面積の9,387haのうち72%にあたる6,783haが未線引き都市計画区域に指定された。これにより、原則3000平方メートル以上の開発行為は原則として都道府県知事の許可を必要とするようになった。

### 所轄警察署
- 八戸警察署管内
  - 階上交番
  - 田代駐在所

### 所轄消防署
- 八戸地域広域市町村圏事務組合八戸東消防署階上分署

### 教育

#### 中学校
- 階上町立道仏中学校
- 階上町立階上中学校

※以下は廃校。
- 田代中学校 (2017年・八戸市立島守小学校へ統合）

#### 小学校
- 階上町立赤保内小学校
- 階上町立石鉢小学校
- 階上町立大蛇小学校
- 階上町立小舟渡小学校
- 階上町立道仏小学校
- 階上町立階上小学校

※以下は廃校。
- 階上町立登切小学校（2010年・赤保内小学校へ統合）
- 階上町立金山沢小学校（2011年・赤保内小学校へ統合）
- 田代小学校 (2017年・八戸市立島守中学校へ統合）

### その他主要機関

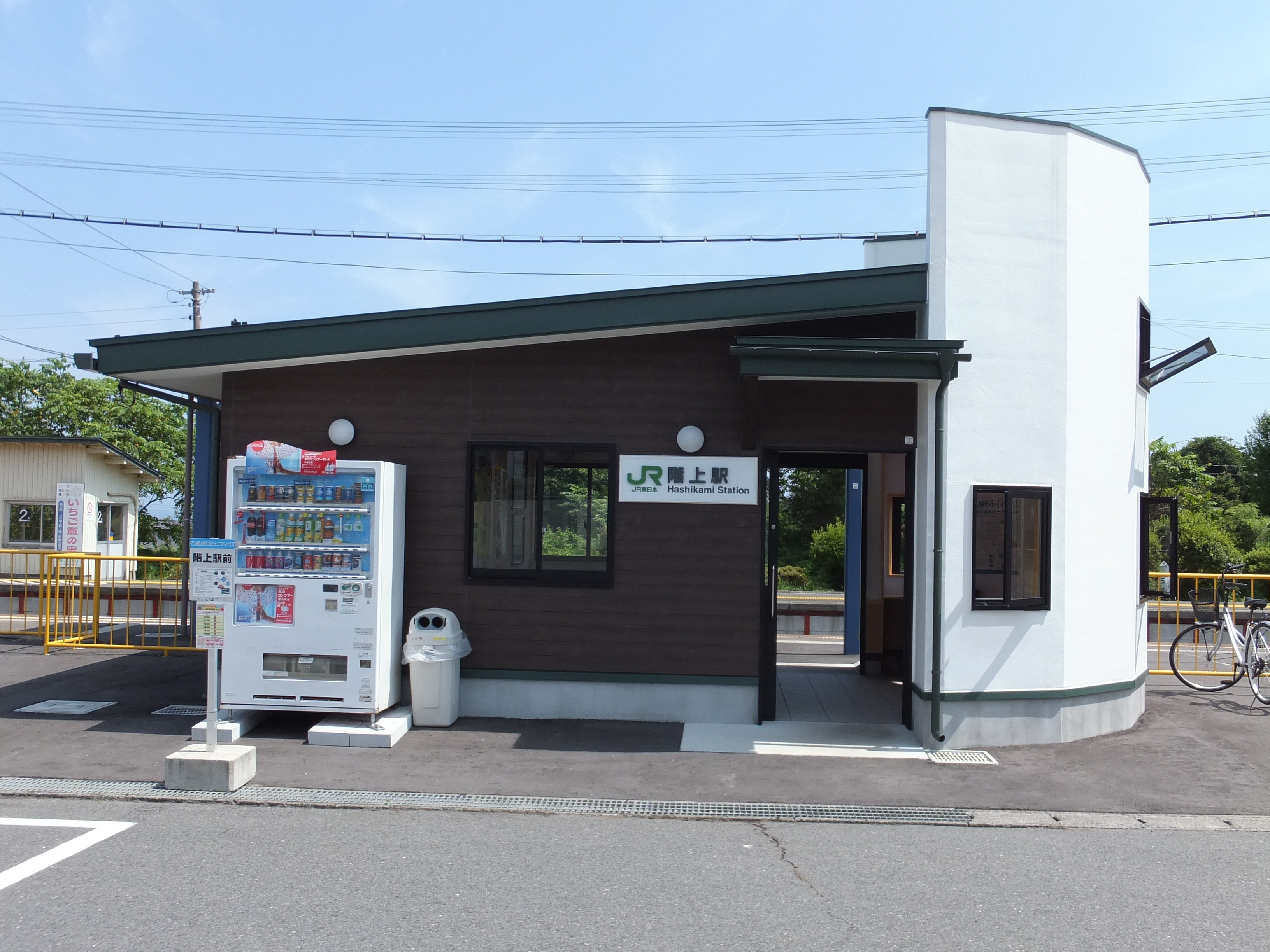
階上駅

### 金融機関
- 青森みちのく銀行階上支店
- 八戸農業協同組合階上支店

## 交通

### 鉄道
- 東日本旅客鉄道
  - 八戸線：大蛇駅 - 階上駅

### 路線バス
- 岩手県北自動車南部支社
- 階上町コミュニティバス

### 道路

#### 高規格幹線道路
一般国道の自動車専用道路
- E45 八戸久慈自動車道
  - 一般国道45号八戸南道路：種差海岸階上岳IC - 階上IC

#### 一般国道
- 国道45号
  - 道の駅はしかみ

#### 県道
- 主要地方道
  - 青森県道1号八戸階上線
  - 青森県道・岩手県道11号八戸大野線
  - 青森県道42号名川階上線
- 一般県道
  - 青森県道221号鳥屋部十日市線

## 名所・旧跡・観光スポット・祭事・催事

### 旧跡
- 寺下観音堂 - 724年行基により開山。奥州糠部三十三観音一番札所となっている。
- 道仏館跡
- 茨島のトチノキ（ばらじま-）〔赤保内字茨島〕県天然記念物、推定樹齢600 - 800年。
- うつぎ 〔保内字赤保内〕県天然記念物、樹齢不詳であるが、ウツギの大木は日本において記録がない。、
- 応物寺五重塔跡

### 観光スポット
- 階上岳 - ツツジの群生地、毎年5月下旬より6月上旬にかけて咲き乱れる。
- 八戸カントリークラブ
- 小舟渡海岸 - 青森県で一番早く日の出が拝める場所（山間部を除く）
  - 廿一平 - 三浦哲郎の「海村異聞」で舞台となった廿一村の所在地。現在では芝生の広場となっており、いちご煮まつりの会場としても使われる。

### 祭事
- 寺下観音祭 - 5月第3日曜日
- 臥牛山まつり - 5月
- いちご煮まつり - 7月
- 町民文化祭 - 11月

## 出身有名人
- 小原佑太 - 競輪選手
- 十文字友和 - 大相撲力士
- Win（風田、Feng Tian） - 俳優、歌手。台湾のアイドルグループ「SpeXial」のメンバー[14]
- 佐藤千優（ちひろ） - 五所川原エフエムパーソナリティ